# Cornifrons actualis
Cornifrons actualis är en fjärilsart som beskrevs av Barnes och Mcdunnough 1918. Cornifrons actualis ingår i släktet Cornifrons och familjen Crambidae. Inga underarter finns listade i Catalogue of Life.